# Malý Děd
Malý Děd (1369 m), dříve německy Kleiner Vaterberg nebo Leiterberg, je vrchol v hlavním hřebeni Hrubého Jeseníku severně od Pradědu, na historické hranici Moravy a Slezska a zároveň na trojmezí okresů Bruntál, Jeseník a Šumperk. Na západním svahu pod vrcholem leží vyhledávaná turistická chata Švýcárna. Těsně kolem vrcholu vede modrá turistická značka do Vrbna pod Pradědem.